# إنغريد غولبراندسن
إنغريد غولبراندسن (بالنرويجية البوكمول: Ingrid Gulbrandsen)‏ هي متزلجة فنية نرويجية، ولدت في 11 سبتمبر 1899 في كريستيانية في النرويج، وتوفيت في 3 نوفمبر 1975 في أوسلو في النرويج.

## وصلات خارجية
- إنغريد غولبراندسن على موقع اللجنة الأولمبية الدولية (الإنجليزية)
- إنغريد غولبراندسن على موقع أوليمبيديا (الإنجليزية)